# 秀才窩
秀才窩，是臺灣桃園市楊梅區的一個傳統地域名稱，位於該區南部。相較於今日行政區，其範圍大致為秀才里西南半部、東流里東南部邊界旁狹長地帶。

## 歷史
台灣清治末期至日治初期，秀才窩地區為一街庄，稱為「秀才窩庄」，隸屬於竹北二堡。該庄西北與水流東庄為鄰，北與大平山下庄為鄰，東與楊梅壢庄為鄰，南邊為汶水坑庄，西邊為崩坡庄。
1901年（日治明治三十四年）11月，全台廢縣廳改設二十廳，該庄隸屬於桃仔園廳。1903年（明治三十六年），改名桃園廳。1909年（明治四十二年）10月，合併二十廳為十二廳，該庄隸屬不變。1920年（大正九年），廢十二廳改設五州二廳，該庄改制為「秀才窩」大字，隸屬於新竹州中壢郡楊梅庄。1941年，楊梅庄升格為楊梅街。
戰後楊梅街改制為楊梅鎮，隸屬於新竹縣，大字亦改制為里。1950年桃、竹、苗分治，楊梅鎮改隸屬於桃園縣。2010年8月，楊梅鎮因人口達15萬而改制為楊梅市。2014年12月，桃園縣升格為直轄桃園市，楊梅市改制為楊梅區。

## 交通
國道1號又稱「中山高速公路」，是台灣西部兩條縱向高速公路之一，大致以東北東－西南西走向經過秀才窩地區北部凸出部分，境內未設交流道，最近的是東北邊省道台1線交會處的楊梅交流道，由此進入可快速前往台灣西部各地。
市道115號是觀音至芎林的道路，大致以東北—西南走向經過本地區西部，向東北可前往楊梅市區、新屋、觀音等地，向西南轉東南再轉西南可前往新埔、芎林，續行延伸道路過頭前溪橋可通往省道台68線（東西向快速公路－南寮竹東線）的芎林交流道。

## 學校
- 楊梅國中秀才分校

## 產業
- 中華汽車楊梅廠（大部分）

## 政府機構
- 勞動部勞動力發展署桃竹苗分署

## 運動休閒
- 楊梅高爾夫球場（小部分）